# IC 4983
IC 4983 је спирална галаксија у сазвјежђу Телескоп која се налази на листи објеката дубоког неба у Индекс каталогу.
Деклинација објекта је - 52° 5' 14" а ректасцензија 20h 16m 5,5s. Привидна величина (магнитуда) објекта IC 4983 износи 13,6 а фотографска магнитуда 14,3. IC 4983 је још познат и под ознакама ESO 233-48, AM 2012-521, IRAS 20123-5214, PGC 64382.